# Вест-Маямі (Флорида)
Вест-Маямі (англ. West Miami) — місто (англ. city) в США, в окрузі Маямі-Дейд штату Флорида. Населення — 7233 особи (2020).

## Географія
Вест-Маямі розташований за координатами 25°45′28″ пн. ш. 80°17′49″ зх. д. / 25.75778° пн. ш. 80.29694° зх. д. (25.757810, -80.296874).  За даними Бюро перепису населення США в 2010 році місто мало площу 1,84 км², уся площа — суходіл.

## Демографія
Згідно з переписом 2010 року, у місті мешкало 5965 осіб у 2083 домогосподарствах у складі 1538 родин. Густота населення становила 3250 осіб/км².  Було 2180 помешкань (1188/км²).
Расовий склад населення:
| - 95,0 % — білих - 1,3 % — чорних або афроамериканців - 0,2 % — корінних американців - 0,2 % — азіатів - 1,9 % — осіб інших рас |

До двох чи більше рас належало 1,3 %. Частка іспаномовних становила 90,2 % від усіх жителів.
За віковим діапазоном населення розподілялося таким чином: 17,7 % — особи молодші 18 років, 58,0 % — особи у віці 18—64 років, 24,3 % — особи у віці 65 років та старші. Медіана віку мешканця становила 44,5 року. На 100 осіб жіночої статі у місті припадало 88,3 чоловіків;  на 100 жінок у віці від 18 років та старших — 85,3 чоловіків також старших 18 років.
Середній дохід на одне домашнє господарство  становив 56 626 доларів США (медіана — 39 792), а середній дохід на одну сім'ю — 63 647 доларів (медіана — 45 397). Медіана доходів становила 33 438 доларів для чоловіків та 34 315 доларів для жінок. За межею бідності перебувало 14,2 % осіб, у тому числі 21,3 % дітей у віці до 18 років та 17,3 % осіб у віці 65 років та старших.
Цивільне працевлаштоване населення становило 3182 особи. Основні галузі зайнятості: освіта, охорона здоров'я та соціальна допомога — 20,2 %, роздрібна торгівля — 15,8 %, науковці, спеціалісти, менеджери — 9,6 %, мистецтво, розваги та відпочинок — 7,4 %.